# Keigo
Keigo (jap. 敬語) – japoński język zwrotów grzecznościowych.
W językach europejskich istnieje mniej poziomów formalności, zwykle jeden jak w angielskim lub też dwa jak w polskim czy niemieckim. Mają one też mniejszy wpływ na gramatykę – dotyczą głównie zdań dotyczących współrozmówcy, nie zaś siebie samego czy przedmiotów i osób trzecich.
W języku japońskim istnieje więcej stopni formalności i dotyczą one znacznie szerszego zakresu sytuacji.

## Stopnie formalności
- Język nieformalny
- Język formalny
  - neutralny (grzeczny) – teinei-go (jap. 丁寧語)
  - modestywny (skromny) – kenjō-go (jap. 謙譲語)
  - honoryfikatywny (wywyższający) – sonkei-go (jap. 尊敬語)

W przybliżeniu, w sytuacjach, w których w języku polskim używałoby się zwrotów w trzeciej osobie, po japońsku używa się któregoś języka formalnego, tam zaś, gdzie po polsku używa się zwrotów w drugiej osobie, formalnego neutralnego bądź też nieformalnego.
Zwracając się do osób, którym zgodnie z japońską organizacją społeczną należy się szacunek (co nie do końca pokrywa się z sytuacją w Europie), np. do szefa w pracy, czy do profesora w szkole, powinno się o sobie mówić językiem skromnym, o rozmówcy zaś honoryfikatywnym.

## Przedrostki honoryfikatywneo-igo-
Wyrażając szacunek wobec rzeczy, działań związanych z osobą szanowaną używa się z rzeczownikami przedrostków honoryfikatywnych: o- i go-. Oba są często zapisywane tym samym znakiem 御. Jednakże w ostatnich latach o- jest częściej zapisywany znakiem kany お-, a 御 jest używany dla go-. Nie ma zdefiniowanej zasady użycia tych przedrostków, jednakże słowa pochodzące z języka chińskiego (złożenia sinojapońskie) będą poprzedzone go-, a czysto japońskie – o-. 
- o-taku お宅 → pański [szanowny] dom, dom tego pana
- o-shigoto お仕事 → pańska praca
- go-kenkyū 御研究 → pańskie badania[1]

## Zaimki i przyrostki
Mówiąc o rozmówcy zwykle używa się nazwiska, imienia, bądź też przezwiska z odpowiednim przyrostkiem.
O sobie nigdy nie mówi się z przyrostkiem, więc nie ma potrzeby istnienia przyrostków formalnych skromnych.
Przyrostki te to:
- san (jap. さん) – neutralny formalny przyrostek, mniej formalny od polskich "pan/pani";
- sama (jap. 様) – formalny honoryfikatywny, bardziej formalny od polskich „pan/pani”;
- sensei (jap. 先生) – formalny, używany wobec nauczycieli, lekarzy, a także prawników (występuje także jako samodzielny rzeczownik);
- dono (jap. 殿) – odpowiednik „szanowny pan/szanowna pani”, bardziej formalny niż san, używany w listach, pismach, dokumentach;
- kun (jap. 君) – nieformalny, używany wobec znajomych chłopców, używają go osoby o wyższym statusie wobec tych o niższym, mężczyźni o tym samym statusie między sobą oraz każdy w stosunku do młodych chłopców;
- chan (jap. ちゃん) – nieformalny, używany wobec dzieci oraz żeńskich członków rodziny, a także między kochankami, bliskimi przyjaciółmi oraz wobec ludzi, których znamy od dziecka;
- han (jap. はん) – odpowiednik san w dialekcie kansai-ben, używanym w zachodniej Japonii (m.in. w Osace i Kioto)[1].

Zaimki w drugiej osobie:
(używanie zaimków w drugiej osobie uważane jest za bardzo poufałe i jako takie w grzecznej mowie powinno być unikane)
- anata (jap. あなた), czasem zapisywane znakami 貴方 – nieformalny, używany czasem w stosunku do partnera, współmałżonka.
- anta (jap. あんた) – nieformalny
- kimi (jap. 君) – nieformalny, używany raczej wobec znajomych dziewczyn
- omae (jap. お前) – bardzo nieformalny

Zaimki w pierwszej osobie:
- watakushi (jap. 私) – bardzo formalny
- watashi (jap. 私) – formalny
- atashi (jap. あたし) – nieformalny używany przez kobiety
- boku (jap. 僕) – nieformalny używany przez mężczyzn
- ore (jap. 俺) – bardzo nieformalny używany przez mężczyzn

## Czasowniki
Czasowniki występują w postaci nieformalnej i formalnej, przy czym w przeciwieństwie do języka polskiego dotyczy ich to niezależnie od podmiotu zdania, za to formalizacja dotyczy tylko końcowego czasownika w zdaniu.
Czasowniki nieformalne to te mające końcówki takie jak -ru, -nai,
formalne to te z końcówkami typu -masu, -masen.
Szczegóły odmiany są przedstawione w artykule odmienne części mowy w języku japońskim.
To jednak dopiero początek – mówiąc językiem skromnym lub honoryfikatywnym należy użyć zupełnie innych form bądź też nawet innych czasowników.
Ogólnie formy honoryfikatywne tworzy się, uzupełniając temat czasownika spółgłoskowego o -i, po czym dodając się przed nim o- (お-), po nim zaś になる (ni naru), np.:
- Czytać – 読む (よむ yomu) zmienia się w お読みになる (およみになる o-yomi ni naru).
- Otworzyć – 開ける (あける akeru) zmienia się w お開けになる (おあけになる o-ake ni naru)

Formy skromne zaś albo za pomocą analogicznej operacji z użyciem する (suru) zamiast になる (ni naru):
- 読む (よむ yomu) zmienia się w お読みする (およみする o-yomi suru).
- 開ける (あける akeru) zmienia się w お開けする (おあけする o-ake suru)

albo też za pomocą formy kauzatywnej koneksywnej -(s)ase-te razem z czasownikiem 頂く (いただく itadaku):
- 読む (よむ yomu) zmienia się w 読ませて頂く (よませていただく yomasete itadaku)
- 開ける (あける akeru) zmienia się w 開けさせて頂く (あけさせていただく akesasete itadaku)

Oczywiście wszystkie te formy na końcu zdania muszą być przekształcone w odpowiednie formy masu, np.:
- お開けになります (おあけになります o-ake ni narimasu)
- 開けさせて頂きます (あけさせていただきます akesasete itadakimasu)

Na koniec tabelka wybranych, najpopularniejszych czasowników w formie słownikowej i ich odpowiedniki skromne i honoryfikatywne:
| Znaczenie      | Normalny czasownik                       | Język honoryfikatywny              | Język skromny       |
| -------------- | ---------------------------------------- | ---------------------------------- | ------------------- |
| Iść            | 行く (いく iku)                          | いらっしゃる irassharu             | 参る (まいる mairu) |
| Przychodzić    | 来る (くる kuru)                         | いらっしゃる irassharu             | 参る (まいる mairu) |
| Być (ożywione) | いる iru                                 | いらっしゃる irassharu             | おる oru            |
| Robić          | する suru                                | なさる nasaru                      | 致す (いたす itasu) |
| Mówić          | 言う (いう iu)                           | 仰る (おっしゃる ossharu)          | 申す (もうす mōsu)  |
| Jeść, pić      | 食べる (たべる taberu), 飲む (のむ nomu) | 召し上がる (めしあがる meshiagaru) | いただく itadaku    |